# Michele Bianchi (sous-marin)
Le Michele Bianchi (numéro de fanion " BH ") est un sous-marin de la classe Marconi en service dans la Regia Marina pendant la Seconde Guerre mondiale.
Le navire a été nommé en l'honneur du quadrumvirat Michele Bianchi, journaliste, homme politique italien et premier secrétaire du Parti national fasciste.

## Caractéristiques
Les sous-marins de la classe Marconi déplaçaient 1 195 tonnes en surface et 1 490 tonnes en immersion. Les sous-marins mesuraient 76,5 mètres de long, 6,81 mètres de large et 4,72 mètres de tirant d'eau. Ils avaient une profondeur de plongée opérationnelle de 90 mètres (275 pieds). Leur équipage comptait 57 officiers et hommes.
Pour la navigation de surface, les sous-marins étaient propulsés par deux moteurs diesel CRDA de 1 800 chevaux-vapeur (1 325 kW), chacun entraînant un arbre d'hélice. En immersion, chaque hélice était entraînée par un moteur électrique Marelli de 750 chevaux-vapeur (550 kW). Ils pouvaient atteindre 17,8 nœuds (33 km/h) en surface et 8,2 nœuds (15,2 km/h) sous l'eau. En surface, la classe Marconi avait une autonomie de 10 500 milles nautiques (19 500 km) à 8 noeuds (14,8 km/h), en immersion, elle avait une autonomie de 110 milles nautiques (203 km) à 3 noeuds (5,6 km/h) .
Les sous-marins étaient armés de 8 tubes lance-torpilles internes de 533 millimètres (4 à l'avant et 4 à l'arrière) pour lesquels ils transportaient 16 torpilles. Ils étaient également armés de 1 canon de pont de 100 mm calibre 47 Modèle 1938 pour le combat en surface. Leur armement anti-aérien consistait en 2 mitrailleuses doubles Breda Model 1931 de 13,2 mm.

## Construction et mise en service
Le Michele Bianchi est construit par le chantier naval Odero-Terni-Orlando (OTO) de La Spezia en Italie, et mis sur cale le 15 février 1939. Il est lancé le 3 décembre 1939 et est achevé et mis en service le 15 avril 1940. Il est commissionné le même jour dans la Regia Marina.

## Historique
Le 27 octobre 1940, le Michele Bianchi quitte La Spezia sous le commandement du capitaine de corvette Adalberto Giovannini à destination de l'Atlantique (où il aurait dû opérer, pour la première mission, au large de la péninsule ibérique). Le 3 novembre, il passe le détroit de Gibraltar, subissant une chasse anti-sous-marine infructueuse. Après avoir fait surface, il a un bref accrochage avec quelques unités de surveillance, après quoi il doit se rendre au port neutre de Tanger pour y être réparé, avec le sous-marin Benedetto Brin du lieutenant de vaisseau Luigi Longanesi Cattani. Dans la nuit du 12 au 13 décembre, grâce aussi à la complicité des autorités locales, il part et le 18 il atteint Bordeaux, siège de la base atlantique italienne de Betasom.
Le 5 février 1941, il part pour sa première mission efficace sur l'Atlantique, arrivant neuf jours plus tard dans son propre secteur d'embuscade, torpillant et coulant le même jour le vapeur anglais Belcrest (4 517 tonneaux de jauge brute), appartenant au convoi SC 21. Le 23 février, il touche avec une torpille, à l'arrière, l'unité auxiliaire HMS Manistee (5 360 tonneaux) isolée du convoi OB 288. Le navire, déjà touché 14 minutes auparavant par deux torpilles du sous-marin allemand U-107, a été coulé par ce dernier avec quatre autres torpilles (dont une seule a atteint la cible) et a coulé avec tout l'équipage de 141 hommes; par conséquent, bien que le Bianchi y ait contribué, le naufrage du Manistee est à attribuer au U-107.
Le lendemain, le Bianchi lance sans succès trois torpilles contre le navire marchand Empire Ability, puis coule un autre transport, le Linaria (3 385 tonneaux), appartenant également au convoi OB 288 (d'autres sources attribuent plutôt le naufrage du Linaria à un sous-marin allemand, le U-96, alors que le Bianchi aurait coulé le bien plus gros navire à vapeur anglais Huntingdon, de 10 946 tonneaux,). Le 27 février, il coule le navire à vapeur Baltistan (6 803 tonneaux) appartenant au convoi OB 290 et est ensuite attaqué par un croiseur auxiliaire. Le 4 mars, il rentre à sa base.
Il effectue une deuxième mission infructueuse (avec le capitaine de corvette Franco Tosoni Pittoni comme nouveau commandant) en avril. Lors de l'attaque d'un convoi (auquel participaient également d'autres sous-marins), il est bombardé avec environ 80 grenades sous-marines, mais il n'en est ressorti qu'avec de légers dégâts..
Le 4 juillet, il quitte Bordeaux pour une nouvelle mission à l'ouest de Gibraltar, mais le lendemain à 9 h 41, alors qu'il vient de quitter l'estuaire de la Gironde, il est repéré par le sous-marin britannique HMS Tigris. A 9 h 58, le sous-marin britannique lance une volée de six torpilles à environ 2 700 mètres. Touché par deux des torpilles à 10 h 01, le Bianchi coule avec tout son équipage à la position géographique de 45° 03′ N, 4° 01′ O,. Le Tigris  s'approche à 10 h 14 pour chercher des survivants, mais il repart peu après, après avoir aperçu un Junkers Ju 88.
Le commandant Franco Tosoni Pittoni, 7 autres officiers et 45 sous-officiers et marins sont morts dans cette attaque.
Le Bianchi avait effectué un total de 7 missions de guerre (3 en Méditerranée et 4 dans l'Atlantique), couvrant 13 220 milles nautiques (24 490 km) en surface et 1 002 milles nautiques (1 855 km) sous l'eau.

## Navires coulés
| Patrouille | Date            | Navire     | Nationalité | Tonnage | Notes                                       |
| ---------- | --------------- | ---------- | ----------- | ------- | ------------------------------------------- |
| 4e         | 14 février 1941 | Belcrest   | Royaume-Uni | 4 517   | Cargo du convoi SC 21; aucun survivant      |
| 4e         | 24 février 1941 | Huntingdon | Royaume-Uni | 10 946  | Aucune victime                              |
| 4e         | 27 février 1941 | Baltistan  | Royaume-Uni | 6 803   | Cargo ; 18 survivants sur un équipage de 69 |
| Total:     | Total:          | Total:     | Total:      | 22 266  |                                             |